# Sophia Winkler
Sophia Winkler (* 29. Juni 2003 in Marl) ist eine deutsche Fußballtorhüterin. Sie steht seit 2025 beim Bundesligisten Eintracht Frankfurt unter Vertrag und ist seit 2024 A-Nationalspielerin.

## Karriere

### Vereine
Sophia Winkler begann in der Jugend beim VfL Drewer. Später spielte sie für den SuS Concordia Flaesheim und ab der Rückrunde der Saison 2016/17 für die SGS Essen in der U17-Nachwuchsmannschaft. Seit der Saison 2020/21 spielt sie für die erste Mannschaft der SGS Essen. Am 17. Februar 2025 gab Eintracht Frankfurt die ab dem Sommer 2025 bindende Verpflichtung von Winkler bekannt, die eine Gültigkeit bis zum 30. Juni 2029 hat.
Im Februar 2025 zog sie sich im Training der Nationalmannschaft einen Kreuzbandriss und eine Meniskusverletzung zu, wodurch sie keinen weiteren Einsatz mehr für die SGS Essen absolvierte.

### Auswahl-/Nationalmannschaft
Sophia Winkler bestritt vier Spiele für die U14-Auswahlmannschaft des FLVW und acht Spiele für die U16-Auswahlmannschaft des Fußballverbandes Niederrhein in den Turnieren um den DFB-Länderpokal an der Sportschule Wedau in Duisburg.
Sie bestritt sechs Länderspiele für die U19-Nationalmannschaft.
Am 18. Oktober 2024 wurde Sophia Winkler erstmals in den Kreis der A-Nationalmannschaft berufen. Sie rückte für Mala Grohs nach, die verletzt abgesagt hatte. Ihr Debüt gab sie am 29. November 2024 in Zürich beim 6:0-Sieg im Freundschaftsspiel gegen die Schweiz.